# Велипоље
Велипоље (алб. Velipojë) је насељено место у општини Скадар у округу Скадар, Албанија. Према попису из 2001. године било је 1.288 становника.
Велипоље је једно од насеља које су населили припадници малисорског племена Клименти.